# Кайлахун (окръг)
Кайлахун (на английски: Kailahun) е един от 12-те окръга на Сиера Леоне. Разположен е в източната провинция на страната и граничи с Либерия. Столицата на окръга е град Кайлахун – третият по големина в източната провинция. Площта на окръг Кайлахун е 5466 км², а населението е 526 379 души (по преброяване от декември 2015 г.).

## Демография
60% от населението е от етническата група Менде, а 27% от него е от етническата група Киси. Останалата част от населението е от други етнически групи, главно от Мандинго, Ваи и Коно.

## Икономика
В Кайлахун е добре развито земеделието, като най-масово отглежданите култури са какаото, кафето и оризът.